# 栄養素
栄養素（えいようそ、nutrient）とは、
- （栄養学等）栄養のために摂取する物質を要素として指す言葉[1]。蛋白質、脂肪、炭水化物の三大栄養素のほかに、無機質、ビタミンなどを指す[1]。
- （生物学等）栄養のために摂取される物質[2]。

生物学等では、「栄養素」と言うと、生物が代謝する目的で外界から吸収する物質のことを指している。栄養素は生体内で代謝され、生体内物質の原料やエネルギーを産生するのに利用されるとされる。
栄養学等では、上記の(生化学等での栄養素の他に）健康を維持するための食事由来の成分を含めて栄養素としている。

## 生物学等の説明
栄養素は栄養のために摂取される物質と生物学等ではされている。とは言うものの、呼吸で使われる酸素、全生物にとって重要な水、緑色植物にとって重要なCO2などを含めず、より特殊性のある物質ばかりが注目されて説明される傾向がある。
栄養素の摂取方式は多岐に渡る。すなわち、動物や原生生物は体内に備えられた消化器官を利用するのに対して、植物は根の外で分解された栄養素を吸収する。どのような物質が栄養素となるかは遺伝的に決定されるそれぞれの生物固有の代謝経路等に依存するので、生物種によって異なる。
独立栄養を営む植物では、摂取される物質は化合物であるが、そこには微量ではあるが不可欠の元素（微量元素）が含まれる。
従属栄養生物は一般には餌を摂食することで栄養素の需要を満たす。従属栄養の生物では、取り入れる有機化合物の種類が重視される。例えば、ヒトの栄養素は次のように分類される。(1)有機栄養素　：炭水化物・脂肪・蛋白質・ビタミン　(2)無機栄養素：無機塩類、つまり生物学等の領域外や日常生活では「ミネラル」と呼ばれるもので、食塩・カリウム塩、カルシウム塩、マグネシウム塩などをメインに、元素として鉄や沃素も必要としている。　(1)の炭水化物・脂肪・蛋白質に関して言えば、分解できるかエネルギー源になるか、といった低次元の問題では済まず、その質が問題になり、例えば蛋白質ならば、それを構成しているアミノ酸の種類も重要になる。

### 栄養素の分類
動物が食餌を捕食することはごくありふれた行動であるが、ルイ・パスツールがアルコール発酵で証明したように、ウイルス等少数の例を別にするならば、生物が成長・繁殖細する為の物質は体外から取り込む必要があるし、生命活動を維持する為のエネルギーも生態系からの取り込みに依存している。この様な生物の外界に依存する仕組みが栄養の本質である。しかし、酸素の有無以外にも熱水噴出孔のような極限環境を含めて生物はあらゆる環境下にも生息しており、栄養素として取り込んだ物質を代謝して細胞や組織を構築する方法やエネルギー産生の方法もいろいろな方式が存在する。言い換えると生物が環境に適応する方法の一つとして取り込む物質を変化させるので、栄養素とされる物質も千差万別であり有機化合物であったり無機化合物であったりもする。分類的には有機化合物である栄養素は有機栄養素とよばれ、無機化合物である栄養素は無機栄養素ないしは栄養塩類とも呼ばれる。有機栄養素（ゆうきえいようそ、Organic nutrient）と呼ばれるものには、炭水化物、脂質、たんぱく質（もしくは構成要素のアミノ酸）、ビタミンなどがある。また、ミネラルのような一部の無機化合物も栄養素である。
栄養素が必要とされるのは、その物質が生体内の需要を生合成で賄うことができず、外部からの取り込みに頼ることが理由となる。需要量の点から栄養素を分類すると、需要量の多い主要栄養素（しゅよう えいようそ、macronutrient）と、それとは相対的に少量の摂取で済む微量栄養素（びりょうえいようそ、micronutrient）からなる。すなわち栄養素としてとりこまれる物質の比率は生物種によって異なるだけでなく、生物の置かれた環境や個体の成長段階によっても変化する。しかし、細胞を構築するための物質やエネルギー産生の為の物質はその必要量も多く、主要栄養素（しゅよう えいようそ、macronutrient）と呼ばれる。その一方、調節機構にかかわる物質は存在自体が少量な為、栄養素としての取り込み量も少量である。そのような栄養素は微量栄養素（びりょうえいようそ、micronutrient）と呼ばれる。すなわち、生物の構成要素としてたんぱく質、核酸、糖類は生物種によらず普遍的に利用されているので、それらの構成元素である炭素、水素、窒素、酸素、リンそして硫黄は主要栄養素を構成する元素である。また細胞内外に存在しさまざまな働きをするカルシウム、食塩（ナトリウムと塩素）、マグネシウム、カリウムなどの電解質も主要栄養素を構成する元素に含められる場合がある。微量栄養素で注意すべきは、単に生物体から検出されたからといって微量栄養素なのか単なる汚染なのかは識別することはできず、成長に必要な因子であるかどうかが明確になる必要がある。
別の観点から見ると、栄養形式を主要栄養素の種類で大きく二つに分類することができる。その場合、二酸化炭素、水の他に無機栄養素だけで十分な独立栄養の場合とそれに加えて有機物から成る有機栄養素をも必要とする従属栄養の場合とが存在する。前者の代表が植物であり、多くの生物種は後者の方式を利用している。独立栄養か従属栄養かの違いは絶対的ではない場合もあり、ヤドリギや食虫植物などでは環境変化に応じて二つの栄養形式を使い分けている。

### 栄養素の動態
栄養素は取り込まれる際に能動的あるいは受動的に細胞膜を通過して輸送される。しかしその化合物の種類は選択されたものだけである。分子量の小さい有機栄養素やは水溶性が高い無機栄養素は受動輸送される場合がほとんどであるが、ブドウ糖以上の分子量を持つ有機栄養素の多くは選択的に能動輸送される。多くの場合、動物や原生生物などの従属栄養生物は消化酵素などを分泌することで、生体外や消化管で食餌をこの様な摂取可能な物質に分解してから栄養素として取り込んでいる（記事 消化に詳しい）。

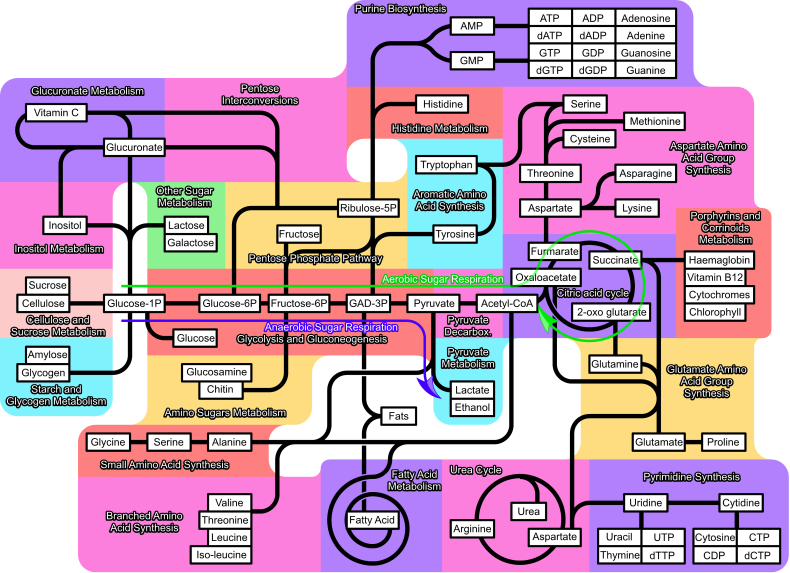
細胞内の主要代謝経路

生体内において取り込まれた殆どの有機栄養素は同化作用あるいは異化作用といった代謝作用により分解され別の化合物として再合成されて利用されている。多くの生物種においてはエネルギーを産生する機構である細胞呼吸は生物進化の淘汰を超えて共通性を維持しており、出発物質であるブドウ糖ないしは果糖かその代謝過程の中間代謝物である低分子の有機酸をエネルギー源として利用している（記事 呼吸に詳しい）。またアミノ酸代謝や脂肪酸の代謝の代謝系も共通であり、したがって、多くの生物種では栄養素として取り込まれた有機栄養素は生体の要求に応じて相互に変換されている（例外については必須栄養素と非必須栄養素を参照のこと）。したがって主要栄養素のエネルギー量は平均すると脂肪は9 kcal/g (〜37.7 kJ/g)、タンパク質あるいは炭水化物は4 kcal/g (〜16.7 kJ/g)である
このように、生体内に取り込まれた栄養素はプールされ、リサイクルされている。したがって生物が栄養として必要な所要量は個体の成長量や最終代謝物として二酸化炭素や水や排泄物とともに失われる量に依存する。

### 三大栄養素
前に述べたように、有機栄養素のうち炭水化物、たんぱく質、脂肪は多くの生物種で栄養素であり、「三大栄養素」とも呼ばれる。
- 糖から構成される炭水化物。炭水化物は構成する糖単位の数により（グルコースやフルクトースのような）単糖、（ショ糖や乳糖のような）二糖、（でんぷん、グリコーゲンやセルロースのような）少糖や多糖に区分される。
- たんぱく質はアミノ酸がペプチド結合で連なった有機化合物である。ヒトは体内で幾つかのアミノ酸を作り出すことができず（必須アミノ酸と呼ばれる）食事から補給される。たんぱく質は消化管で消化酵素の消化作用により、遊離アミノ酸に分解される。
- 脂肪の化学構造は一分子のグリセリンと三分子の脂肪酸がエステル結合している。その脂肪酸は分岐しない炭化水素の単結合のみからなる場合（飽和脂肪酸）と、分岐しない単結合および二重結合炭化水素の場合（不飽和脂肪酸）とがある。脂肪から代謝誘導される脂質は生物の細胞膜を維持する機能を有している。加えて高等動物においては、体表近くに蓄積されることで体に加わった打撃を吸収したり体温を安定化させる役割を持つ場合がある。あるいは、体表に分泌されることで表皮や髪の毛を健全に維持する役割も有する。

エネルギー量は脂肪は9 kcal/g (〜37.7 kJ/g)、タンパク質あるいは炭水化物は4 kcal/g (〜16.7 kJ/g)である。

#### 代謝を補助する物質
- ミネラルと呼ばれる栄養素は微量な元素、塩、イオンで鉄や銅等がそれに該当する。
- 補酵素や補因子として作用する有機物質は、生合成で不足する場合は、ビタミンとして摂食される。
- 水は生命が引き起こす全ての化学反応の溶媒であり、排泄された分は摂食により賄なわれる。

### 栄養素の量と成長

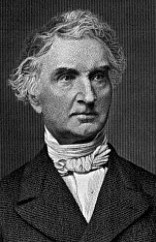
ユストゥス・フォン・リービッヒ

1843年にドイツの農芸化学者 ユストゥス・フォン・リービッヒは植物の無機栄養説を提唱した際、経験則として最少養分律という法則を提唱した。すなわち、
「生物（植物）がどれだけ生長できるかは、必要な元素のうち最も不足しているものの量で決められる」
というものである。その後マイヤー(A. Meyer)やウォルニー（M. E. Wollny）らの研究により栄養素も含めた、全ての成長因子に関して成り立つことが解明された。一般には壁板の高さが異なる樽から水があふれ出す、「ドベネックの樽」の説明が有名である
（記事 リービッヒの最小律に詳しい）。
実際には酵素誘導により代替経路が生じたり、生体内の様々な調節機構が働き、成長因子が完全には独立ではなく相互作用する場合あるので厳密には成立しないこともある。一般には個体の成長と栄養素との関係だけでなく、生物群と栄養素との関係にも適用される。すなわち、肥料の組成の決定や富栄養化での生物の大量死の引き金の一つとしても有効な生物成長モデルである。

### 栄養素と共生

食物連鎖

栄養素と生物相との関連を示したモデルに、食物連鎖があげられる。すなわち、他の生物を捕食あるいは遺骸を摂取することで従属栄養生物は有機栄養素の供給源を得ている。
このような「食うか食われるか」の関係以外にも生物が栄養素を得る関係も存在する。たとえば共生生物の産物を栄養素とする栄養共生がしられており、例えば、マメ科植物と根粒菌との関係があげられる。この根粒による窒素固定は世界経済に年間100億ドル分の合成窒素肥料を節約させていると推定されている（記事 窒素固定に詳しい）
また従属栄養生物で消化共生と呼ばれる関係がしられている。例を挙げるならばシロアリ類は自らの消化作用ではなく、後腸に生息する原生動物の超鞭毛虫類（Trichonympha, Trichomonasなど）や細菌が木質を分解した生産物や腐朽菌が分解した植物質を栄養素として利用している。あるいは草食獣では反芻胃に生息する細菌や原生動物の繊毛虫など多種の微生物が食餌に含まれるセルロースやデンプンを栄養素として増殖している。これら微生物自体を消化したり代謝産物を利用しているのである。つまり、セルロースの分解産物である炭化水素のみならず代謝によって生産される低級脂肪酸、尿素などの非タンパク質態窒素が同化したタンパク質、あるいは微生物が炭水化物より生成する低級脂肪酸などを栄養素として利用することによりエネルギー源・炭素源のほとんどをまかなっている。さらにビタミン類も微生物類より利用することが知られている。。

### 植物と栄養素

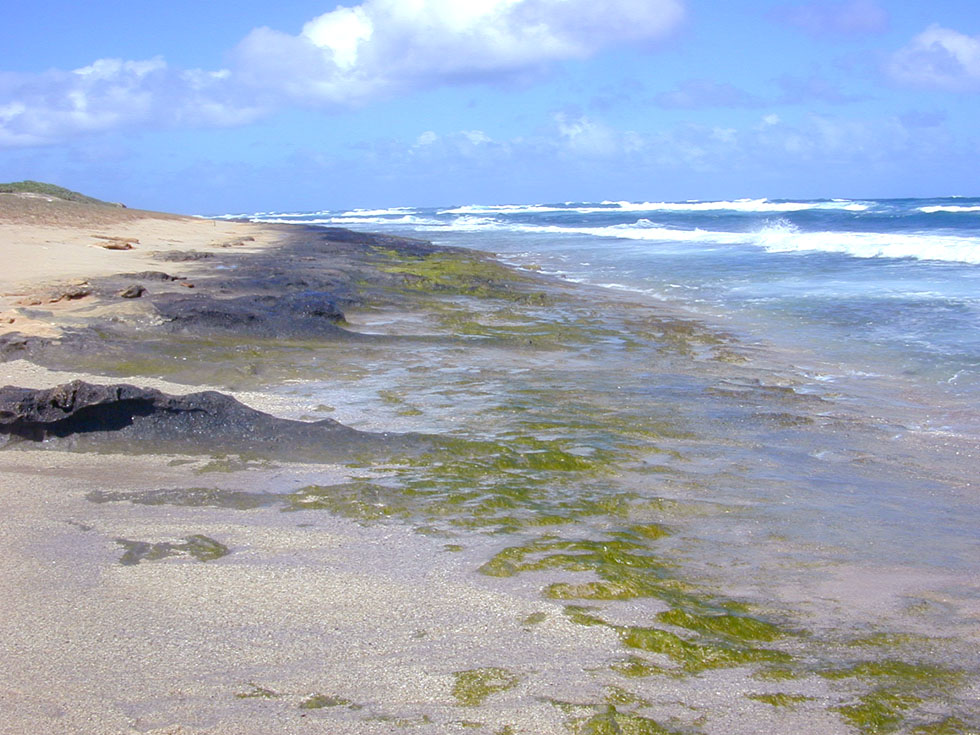
富栄養化が見られる波打ち際の緑藻の帯。この岸（おそらく小さな入り江）は大量の硝酸塩やリン酸塩といった栄養素の供給源が近くにあることが原因となっている。

植物が大量に消費吸収する元素は炭素、水素および酸素である。これらの元素は環境中では水や二酸化炭素として存在している。そしてエネルギーは太陽光より供給されている。しかし、多くの場合において水、二酸化炭素、太陽光は栄養素には分類されていない。
植物が必要とするたんぱく質や核酸の原料となる窒素、リン、カリウムあるいは硫黄もまた比較的多量に必要とされる。それが理由によりこれらの元素は植物の主要栄養元素と呼ばれている。アクロニム化してCHNOPSと表記されることもある。これらの栄養素は無機化合物（たとえば、硝酸、リン酸、硫酸）の場合もあれば有機化合物（例えば、炭水化物、脂肪、たんぱく質）の場合もある。二元素分子の窒素も植物の場合はしばしば利用されている。
これら以外の植物が生命活動や成長に必要とされる元素については、記事 栄養素 (植物)に詳しい。
農作物のような植物種では微量栄養素の幾つかも含めて主要栄養素に合一されている。すなわち炭素, 水素、酸素、リン、 カリウム、窒素、硫黄、カルシウム、鉄そしてマグネシウムである。
特定の作物によっては塩素、銅、亜鉛、モリブデンなどが主要栄養素に統合されることがあるが、他の多くの植物の場合には微量栄養素に合一されている。
植物栄養素が環境中に過剰供給されると、たとえば緑藻の大量発生など引き起こされる。富栄養化のプロセスが進行するにつれ生物生息数と微量で十分な栄養素のアンバランスが発生する。そうなるともはや環境中の生物群にとっては過剰供給された栄養素は有害となってしまう。たとえば、夜間においては水の華は魚類が呼吸する酸素を使い果たしてしまう。これらの栄養素は下水や（肥料を過剰散布された）農場からの排水によって引き起こされる。特に窒素とリンとが植物における成長の律速因子であり、人為的に環境中に放出されると富栄養化を引き起こす。

### 必須栄養素と非必須栄養素
栄養素が必須であるかそうではないかの分類は繰り返し行われ、変遷してきている。必須栄養素とは個体の体内で生合成できない（まったく出来ないかあるいは十分な量を合成できない）ものを指し、外界から個体が摂取する必要がある物質をいう。
ほとんどの場合、微量栄養素は必須栄養素であるが、水や食餌の摂取により必要量が十分賄われている場合も多い。従属栄養生物には退化により一部の生体物質の生産を完全に外部に依存していたり、生合成で成長期に必要な量を生合成できないために外部に依存する場合もある。その場合は有機栄養素の一部が必須栄養素となる。
このように、必須栄養素であるかそうでないかは生物種によってだけ決まるものではなく、個体の成長段階に応じて変化する栄養素への要求量の変化も関係する。例えば、多くの動物はビタミンCを合成できるので外部から摂取する必要はない。しかしヒトやモルモットなど一部の哺乳類は、ビタミンCを合成するための酵素を欠くので必須栄養素である。また植物では無機塩類としてカリウムは必須であるが、ナトリウムは生育に必要としないものが大半である。しかし動物では神経伝達に伴う活動電位の発生のため、カリウムとナトリウムの両方を必須としている。逆にビタミンDは、ヒトの皮膚に太陽光（のうち紫外線）があたることでも合成される。